# Oreocnide obovata
Oreocnide obovata är en nässelväxtart som först beskrevs av Charles Henry Wright, och fick sitt nu gällande namn av Elmer Drew Merrill. Oreocnide obovata ingår i släktet Oreocnide och familjen nässelväxter. Utöver nominatformen finns också underarten O. o. paradoxa.